# Xylopteryx phaeochyta
Xylopteryx phaeochyta là một loài bướm đêm trong họ Geometridae.